# Naselitev Slovanov v Vzhodne Alpe
Naselitev Slovanov v Vzhodne Alpe je proces, ki je potekal od 6. stoletja do 9. stoletja z vrhuncem v zadnji četrtini 6. stoletja. Bilo je del širjenja zgodnjih Slovanov proti jugu, ki je povzročilo južnoslovansko skupino in na koncu povzročilo etnogenezo današnjih Slovencev. Zadevna vzhodnoalpska ozemlja obsegajo današnjo Slovenijo, vzhodno Furlanijo v današnji severovzhodni Italiji in velike dele današnje Avstrije (Koroška, Štajerska, Vzhodna Tirolska, Spodnja Avstrija in Zgornja Avstrija).

## Selitev Slovanov
Selitev Slovanov iz pradomovine se je začela konec 4. stoletja,  ko so se germanska plemena po vdoru Hunov v vzhodno Evropo začela seliti na področje rimske države. Slovani so jim sledili in se naselili na izpraznjeno področje, ki so ga Germani zapustili. Germanska ljudstva so se nato borila za nadzor nad ozemlji v vzhodnem delu razpadajočega Rimskega cesarstva. Slovanska plemena so bila del različnih plemenskih zvez z germanskimi (Langobardi, Gepidi) in evrazijskimi (Avari, Bolgari) ljudstvi. Iz pradomovine so se selili v treh smereh; iz vzhodne veje so se razvili današnji Rusi, Ukrajinci in Belorusi, zahodni Slovani so Poljaki, Čehi, Slovaki, Lužiški Srbi in Kašubi (del zahodnih Slovanov je dosegel tudi današnje slovensko etnično ozemlje), južna veja pa se je pomikala proti Balkanu in iz njih so se razvili  Hrvati, Srbi in Makedonci (del te veje Slovanov je dosegel tudi današnje slovensko etnično ozemlje).

## Dokazi
Prevladujoč pogled na slovansko poselitev Vzhodnih Alp temelji predvsem na dokazih, pridobljenih iz arheoloških ostankov (veliko jih je bilo odkritih zaradi obsežne gradnje avtocest v Sloveniji po letu 1991), etnografskih sledi (vzorci poselitve podeželja) in obdelovanje zemlje), pa tudi na ugotovitvah zgodovinskega jezikoslovja (vključno s toponomastiko). Poleg tega ga v celoti potrjuje razmeroma malo dostopnih sodobnih omemb in zgodnjih zgodovinskih virov (kot je Historia Langobardorum Pavla Diakona ali pisma papeža Gregorja I.). Drug pomemben dokaz slovanskega napredka je postopno propadanje starokrščanskih škofij na teh območjih. Alpski Slovani, vključno s Karantanci, v glavnem izvirajo iz Slovanov praško-korčaške kulture. V 10. stoletju je pomembno vplivala bjelobrdska kultura panonskih Slovanov.

## Priselitev v vzhodnoalpski prostor
Prvi slovanski naselitveni val je po prevladujoči razlagi datiran okoli leta 550. Ti Slovani so se premaknili s področja Moravske proti jugu, na področje nekdanje rimske province Norik. Od tam so se po dolinah vzhodnoalpskih rek pomaknili do Karavank in do Ptuja (Poetovio), kjer je antična škofija propadla že pred letom 577.
Drugi slovanski sunek je z juga prišel po odhodu Langobardov v Italijo leta 568. Slovani so prodirali na to območje s pomočjo Avarov. Leta 567 so Avari in Langobardi skupaj premagali Gepide. Potem ko so se Langobardi leta 568 preselili v Italijo, so Avari postali nominalni vladarji tako Panonske nižine (ki so jo osvojili leta 582) kot sosednjega območja Vzhodnih Alp. Slovansko-avarskemu napredovanju proti Vzhodnim Alpam je mogoče slediti na podlagi sinodalnih zapisov oglejske metropolitanske cerkve, ki govorijo o zatonu antičnih škofij (Emona, Celeia, Poetovio, Aguntum, Teurnia, Virunum, Scarabantia) na tem območju. 
Leta 588 so Slovani dosegli območje zgornje Save in leta 591 prispeli v gornjo Dravo, kjer so se kmalu spopadli z Bavarci, ki jih je vodil kralj Tasilo I. Leta 592 so zmagali Bavarci, leta 595 pa slovansko-avarski vojska zmagala in tako utrdila mejo med frankovskim in avarskim ozemljem. Med letoma 599 in 600 so Slovani prodirali skozi Istro in Kras proti Italiji.
Zaradi nemške kolonizacije Avstrije so Slovani med letom 600 in 8. stoletjem poselili celoten Kras in Ziljsko dolino. Od tam so prodrli v Furlanijo v Kanalsko dolino in v sekundarne doline (Dogna, Rakolanska dolina, Rezijska dolina), zašli pa so celo v doline rek Degano, But in Tilment. Druga področja, od koder so prodirali Slovani, so bile doline rek Soče in Vipave, kamor so vstopili v 8. stoletju. Na tem območju so se pojavili že med slovansko-avarskimi vpadi v začetku leta 600. Končno je prišlo do vpadov in spopadov, ki so jih povzročile slovanske skupine v dolinah rek Ter in Nadiže do leta 720. Poskus Slovanov, da bi nasilno prodrli proti zahodu, se je verjetno končal po porazu Langobardov pri Lauriani leta 720. Kasneje je Oglejski patriarhat povabili slovanske naseljence, da ponovno poselijo območja srednje in spodnje Furlanije do opustošene reke Livenza, zaradi madžarskih vpadov.
Avarska prevlada nad Slovani je trajala do sredine 620. let. Leta 623 so se Slovani pod vodstvom frankovskega trgovca Sama uprli Avarom. Leta 626 so bili Avari dokončno poraženi pri Konstantinoplu, nakar je Samo postal vladar prve zgodovinsko znane slovanske države, Samove plemenske zveze, ki je obstajala do njegove smrti leta 658. Kasneje je okoli leta 660 nastala manjša slovanska kneževina, znana kot Karantanija, in je bil leta 745 vključena v Frankovsko cesarstvo.

## Odnos do staroselcev
Slovani ob naselitvi niso naleteli na povsem prazen prostor, saj so na njem prebivali krščanski romanski staroselci, ki so živeli na področju Norika in v antičnih mestih na območju današnje Slovenije. Staroselci so pred selitvami pozne antike bežali v odmaknjene predele, najpogosteje na nedostopne hribe in ustanavljali višinska utrjena naselja (npr. Rifnik pri Celju). Novejše arheološke raziskave kažejo, da so kontinuirano naselitev ohranila tudi nekatera dobro zaščitena mesta v nižini. Del romaniziranega prebivalstva je pred Slovani pobegnil v Italijo in v mesta ob Jadranski obali, med njimi Civitas Nova (današnji Novigrad). Slovani so si staroselce podredili, veliko so jih zasužnjili (slovansko ime za sužnja je bilo dolgo krščenik, saj so bili staroselci kristjani), nekateri pa so se s Slovani zlili in obogatili njihovo kulturo. Slovani so romanizirane staroselce imenovali Vlahi ali Lahi. Nanje spominjajo krajevna imena s korenom Vlah, kot so npr. Laško, Laški Rovt itd. Od romaniziranih staroselcev so Slovani prevzeli nekatera zemljepisna imena, zlasti imena rek (Sava, Drava, Soča) in pokrajin(Kranjska) ter bolj napreden način obdelave zemlje in kovin.